# Ankica Tuđman
Ankica Tuđman (djevojački: Žumbar; Zagreb, 24. srpnja 1926. – Zagreb, 6. listopada 2022.) bila je supruga Franje Tuđmana, prvoga hrvatskog predsjednika, ujedno time i prva hrvatska prva dama. Bila je majka Miroslava Tuđmana te Nevenke i Stjepana.

## Rane godine
Rođena je u Zagrebu 24. srpnja 1926. U Zagrebu je završila osnovnu školu i pohađala ugostiteljsku školu sve dok u svibnju 1944. nije napustila studij i otišla u partizane.
S 18 godina upoznala je svog budućeg supruga Franju Tuđmana u Čazmi, gdje je bio načelnik odjela 10. zagrebačkog korpusa jugoslavenskih partizana. U siječnju 1945. prešla je iz Čazme u Vrhovno zapovjedništvo u Beogradu, vrativši se u Zagreb nakon ulaska partizana u svibnju 1945. Nakon toga se preselila u Beograd s Tuđmanom, zaposlila se u Ministarstvu vanjskih poslova SFR Jugoslavije i udala za Tuđmana 25. svibnja 1945. Imali su dva sina i jednu kćer: Miroslava (1946. – 2021.), Stjepana (1948.) i Nevenku (1951.).
1954. položila je maturu i upisala studij anglistike na Sveučilištu u Beogradu. Međutim, napustila je studij na drugoj godini i izabrala tečaj engleskog jezika u jugoslavenskom ministarstvu vanjskih poslova. 1960. njezin je suprug unaprijeđen u čin general-bojnika, ali je 1961. odlučio napustiti vojsku, a cijela obitelj se vratila u Zagreb. Ondje je Franjo Tuđman osnovao Institut za historiju radničkog pokreta Hrvatske (sada Hrvatski institut za povijest) i njegov prvi ravnatelj. No, s te je dužnosti smijenjen 1967. i prisiljen napustiti članstvo u Savezu komunista Jugoslavije. Franjo Tuđman je 1972. i 1981. osuđen na zatvorsku kaznu.

## Prva dama Hrvatske
Na parlamentarnim izborima 1990., prvim višestranačkim izborima u Hrvatskoj nakon više od 50 godina, Hrvatska demokratska zajednica na čelu s njezinim suprugom dobila je veliku većinu u Saboru, a on je 30. svibnja izabran za predsjednika Predsjedništva SR Hrvatske naslijedivši Ivu Latina. Dana, 25. srpnja 1990. ukinuto je kolektivno predsjedništvo i uvedena dužnost predsjednika Hrvatske. Dana, 22. prosinca Hrvatski sabor službeno je usvojio novi ustav, a sljedeće godine niz daljnjih političkih promjena doveo je do postupnog osamostaljenja Hrvatske od SFR Jugoslavije. U svibnju 1991. održan je referendum na kojem se 93,2% birača izjasnilo za izlazak Hrvatske iz jugoslavenske federacije. Dogodilo se to 25. lipnja 1991. kada je Sabor donio "Ustavnu odluku o suverenosti i samostalnosti Republike Hrvatske".
Njezin je suprug 7. listopada 1991. izbjegao atentat jugoslavenskog ratnog zrakoplovstva, čija su meta bili i tadašnji predsjednik Predsjedništva Jugoslavije Stjepan Mesić i premijer Jugoslavije Ante Marković. Zbog toga je 8. listopada 1991. na tajnom sastanku u podrumu zgrade Ine u Šubićevoj ulici Hrvatski sabor raskinuo sve preostale pravne veze s Jugoslavijom. Od 1991. do 1995. godine trajao je Domovinski rat, a Ankica je osnovala Humanitarnu zakladu za djecu Hrvatske, neprofitnu nevladinu i humanitarnu organizaciju za pomoć djeci sudionika rata i djeci iz siromašnijih obitelji.

## Kasnije godine
Nakon suprugove smrti 10. prosinca 1999. nju i njezinu obitelj često su javno kritizirali, posebice Tuđmanov nasljednik na mjestu predsjednika Stjepana Mesića. Ankica, članica HDZ-a od osnutka u lipnju 1989., također je isključena iz članstva stranke pod Ivom Sanaderom, koji je u dva mandata bio premijer Hrvatske od 2003. do njegove ostavke 2009. No, vratila se u stranku pod Tomislavom Karamarkom 2012., dobivši člansku iskaznicu broj 002. 2006. objavila je knjigu Moj život s Francekom.
Ankica Lepej, bankarska službenica u glavnom uredu Zagrebačke banke, 1998. saznala je da je Ankica Tuđman na neprijavljeni bankovni račun položila 210 000 njemačkih maraka i 15 740 američkih dolara. Lepej je samo 11 mjeseci prije mirovine dobila otkaz u banci i uhićena zbog razotkrivanja ovog računa. Ankica Tuđman je protiv Lepej podnijela tužbu za odavanje "službene tajne", ali je ta optužba povučena nakon smrti Franje Tuđmana.

## Osobni život i smrt
Ankica Tuđman bila je u braku s Franjom Tuđmanom od 1945. do njegove smrti na mjestu predsjednika Hrvatske 10. prosinca 1999. Zajedno su imali troje djece: Miroslava, Stjepana i Nevenku. Ankica je imala sedmero unučadi: Nina i Ivana su Miroslavova djeca, Siniša i Dejan su Nevenkina djeca, a Anamarija, Nera i Anton Franjo su Stjepanova djeca.
Preminula je 6. listopada 2022. u 96. godini.